# Chrystus w Emaus (obraz Jacka Malczewskiego)
Chrystus w Emaus – obraz olejny autorstwa Jacka Malczewskiego, namalowany w roku 1909. Obecnie dzieło znajduje się w zbiorach Lwowskiej Galerii Sztuki.